# かに座オメガ1星
かに座ω1星 (かにざオメガ1せい、ω1 Cnc / ω1 Cancri) は、かに座の恒星で6等星。この星は黄色巨星である。